# Sphecotypus niger
Sphecotypus niger är en spindelart som först beskrevs av Maximilian Perty 1833.
Sphecotypus niger ingår i släktet Sphecotypus och familjen flinkspindlar. Inga underarter finns listade i Catalogue of Life.